# 華萊士鎮區 (堪薩斯州華萊士縣)
華萊士鎮區（英語：Wallace Township）是位於美國堪薩斯州華萊士縣的一個行政鎮區。

## 地方資料
華萊士鎮區的面積為488.24平方千米，當中陸地面積為488.17平方千米，而水域面積為0.07平方千米。根據2010年美國人口普查的數據，當地共有人口151人，而人口密度為每平方千米0.31人。

## 外部連結
- US-Counties.com
- City-Data.com （页面存档备份，存于）